# Dzień Chorego na Padaczkę
Dzień Chorego na Padaczkę – polskie święto przypadające corocznie 14 lutego w Dzień Świętego Walentego. Święty Walenty jest bowiem patronem nie tylko zakochanych, ale i osób chorych na padaczkę (epilepsję, tzw. chorobę świętego Walentego).